# Savigny (Manche)
Pour les articles homonymes, voir Savigny.
Ne doit pas être confondu avec Savigny-le-Vieux, dans l'arrondissement d'Avranches.
Savigny est une commune française, située dans le département de la Manche en région Normandie, peuplée de 433 habitants.

## Géographie

### Localisation
Savigny est un village situé en plein cœur du bocage normand.
Cette commune ne doit pas être confondue avec celle de Savigny-le-Vieux, qui est située dans le sud du même département.

### Hydrographie
La commune est située dans le bassin Seine-Normandie. Elle est drainée par la Soulles, le ruisseau de la Jusseliere, le ruisseau de Vesly, le ruisseau du Pont Sohier, le fossé 01 de la Diniere, le fossé 01 de l'Hôtel au Lièvre, le fossé 03 de la Rousselière, le fossé 10 de la Martinière et un autre petit cours d'eau,.
La Soulles, d'une longueur de 52 km, prend sa source dans la commune de Percy-en-Normandie et se jette  dans la Sienne à Heugueville-sur-Sienne, après avoir traversé 19 communes. 

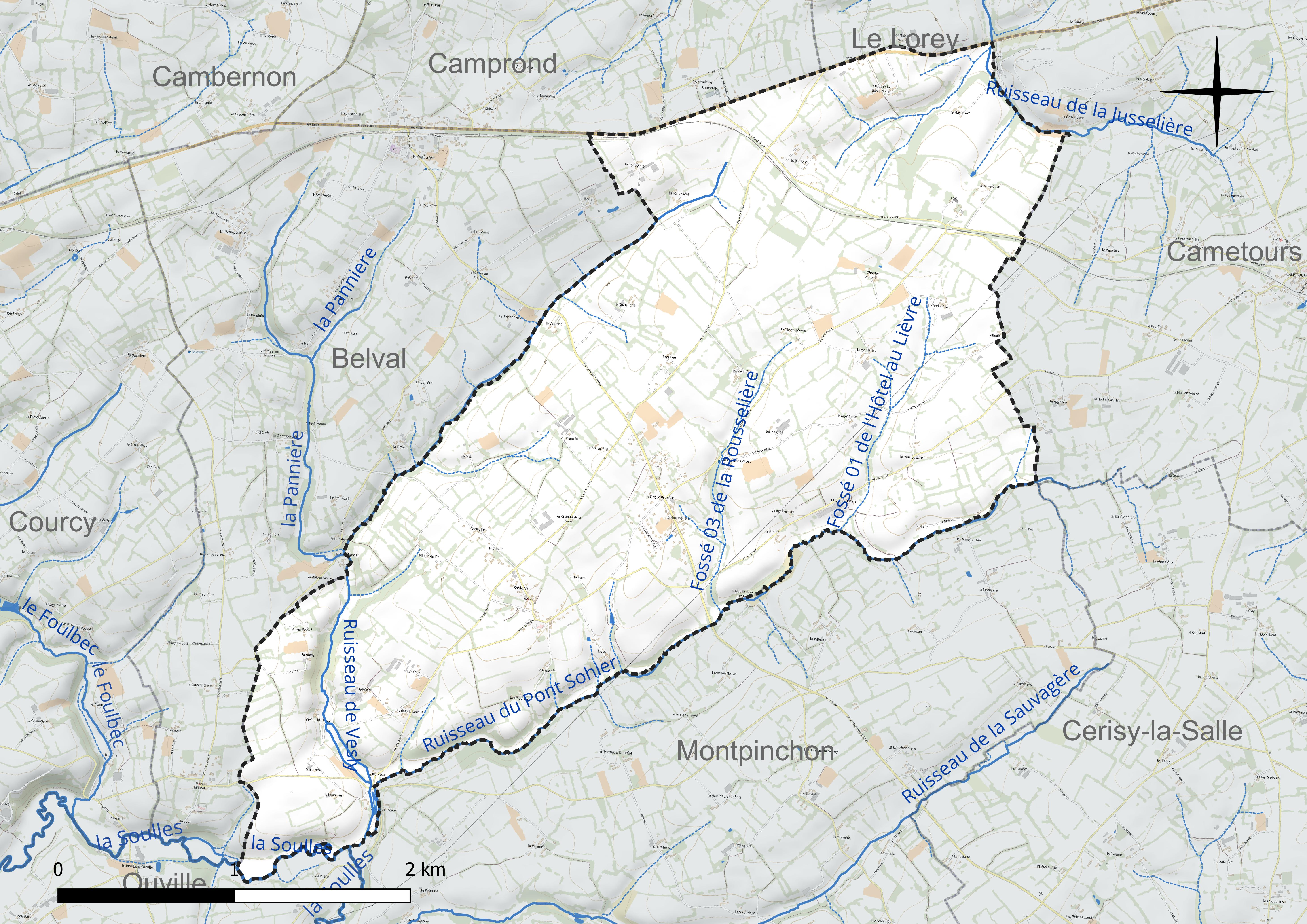
Réseau hydrographique de Savigny.

### Climat
Pour des articles plus généraux, voir Climat de la Normandie et Climat de la Manche.
En 2010, le climat de la commune est de type climat océanique franc, selon une étude du CNRS s'appuyant sur une série de données couvrant la période 1971-2000. En 2020, Météo-France publie une typologie des climats de la France métropolitaine dans laquelle la commune est exposée à un climat océanique et est dans la région climatique  Normandie (Cotentin, Orne), caractérisée par une pluviométrie relativement élevée (850 mm/a) et un été frais (15,5 °C) et venté. Parallèlement le GIEC normand, un groupe régional d’experts sur le climat, différencie quant à lui, dans une étude de 2020, trois grands types de climats pour la région Normandie, nuancés à une échelle plus fine par les facteurs géographiques locaux. La commune est, selon ce zonage, exposée à un « climat maritime », correspondant au Cotentin et à l'ouest du département de la Manche, frais, humide et pluvieux, où les contrastes pluviométrique et thermique sont parfois très prononcés en quelques kilomètres quand le relief est marqué.
Pour la période 1971-2000, la température annuelle moyenne est de 10,9 °C, avec une amplitude thermique annuelle de 11,8 °C. Le cumul annuel moyen de précipitations est de 936 mm, avec 14,9 jours de précipitations en janvier et 8,8 jours en juillet. Pour la période 1991-2020, la température moyenne annuelle observée sur la station météorologique la plus proche, située sur la commune de Cerisy-la-Salle à 5 km à vol d'oiseau, est de 11,5 °C et le cumul annuel moyen de précipitations est de 1 112,5 mm,. Pour l'avenir, les paramètres climatiques de la commune estimés pour 2050 selon différents scénarios d’émission de gaz à effet de serre sont consultables sur un site dédié publié par Météo-France en novembre 2022.

## Urbanisme

### Typologie
Au 1er janvier 2024, Savigny est catégorisée commune rurale à habitat dispersé, selon la nouvelle grille communale de densité à sept niveaux définie par l'Insee en 2022.
Elle est située hors unité urbaine. Par ailleurs la commune fait partie de l'aire d'attraction de Coutances, dont elle est une commune de la couronne,. Cette aire, qui regroupe 37 communes, est catégorisée dans les aires de moins de 50 000 habitants,.

### Occupation des sols
L'occupation des sols de la commune, telle qu'elle ressort de la base de données européenne d’occupation biophysique des sols Corine Land Cover (CLC), est marquée par l'importance des territoires agricoles (98,4 % en 2018), une proportion identique à celle de 1990 (98,3 %).
La répartition détaillée en 2018 est la suivante : prairies (55,6 %), terres arables (22,8 %), zones agricoles hétérogènes (20 %), forêts (1,7 %).
L'évolution de l’occupation des sols de la commune et de ses infrastructures peut être observée sur les différentes représentations cartographiques du territoire : la carte de Cassini (XVIIIe siècle), la carte d'état-major (1820-1866) et les cartes ou photos aériennes de l'IGN pour la période actuelle (1950 à aujourd'hui).

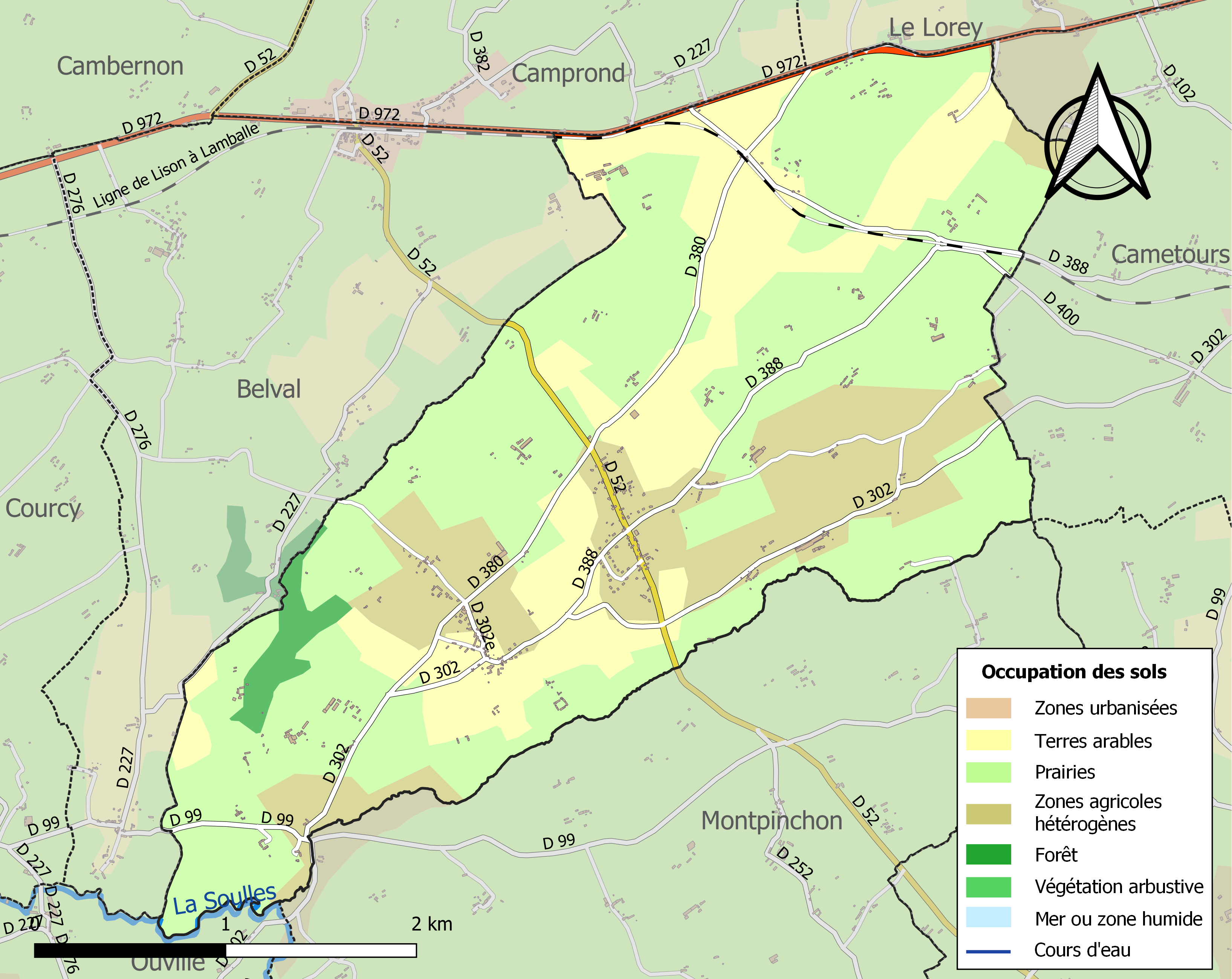
Carte des infrastructures et de l'occupation des sols de la commune en 2018 (CLC).

## Toponymie
Le nom de la localité est attesté sous la forme ecclesia de Savigneyo en 1332.
Savigny vient de Sabiniacum, c'est-à-dire de l'anthroponyme roman Sabinius auquel on a adjoint le suffixe d'origine gauloise -acum.

## Histoire

### Moyen Âge
Au Xe siècle, à l'époque de Rollon, il existait, avant la construction de l'église romane en pierre en 1128, un petit lieu de culte.
Raoult de Brucourt connu sous le nom de Raoult de Savigny, seigneur de Savigny, aurait combattu à la bataille d'Hastings, en 1066, lors de la conquête normande de l'Angleterre. Ses successeurs conserveront la seigneurie jusqu'aux environs de 1227. Celle-ci est composée d'autres terres, dont une partie de Saussey, ainsi que des fiefs à Saint-Pierre et Saint-Nicolas-de-Coutances, Saint-Denis-le-Vêtu, Roncey.
Au cours du XIIe siècle (v. 1165), le duc de Normandie donna Savigny à un seigneur.
En 1327, Guillaume de Heulin, écuyer, rend hommage au roi pour son fief de haubert de la paroisse de Savigny. Le 13 mars 1389, sont cités parmi les vassaux du seigneur de Savigny, Pierre et Jean Delalande, d'une vieille famille du bourg, dont des membres, nommés à plusieurs reprises, furent avocats, prêtres et cultivateurs.
De 1418 à 1450, lors de l'occupation anglaise de la Normandie, dans le cadre de la guerre de Cent Ans, Savigny fut la possession de Guillaume Aléon.
Une foire annuelle, citée dès le XIVe siècle, se tenait près de l'ancienne église au lieu-dit le Ferrage.

### Temps modernes
Pendant la Ligue, il s'y tint un prêche protestant.
En 1520, Jehan Gambier, écuyer, anobli en 1544 (son blason était celui qui est maintenant retenu pour la commune de Savigny), acquiert à Savigny, de Jean Martin, le fief de la Lambardière qui correspondait au château actuel et à la ferme de la Basse-Cour. Il y fait construire une gentilhommière. En outre, il achète à Olivier Lemaitre le fief du Saussey qui dépendait de Savigny. En 1556, son fils, Guillaume Gambier, achète le fief de Savigny à son beau-frère François Lemaitre pour la somme de 5 400 livres et 115 livres de vin, lequel en avait hérité à la mort de son père, le 31 juillet 1556. Son petit-fils, Henri Gambier, qui fit carrière dans les armées d'Henri IV, a obtenu la lettre de commutation de son nom en celui de Savigny en décembre 1598. Son fils, Jean-Jacques de Savigny, très dépensier et ami des procès, fut obligé de vendre les fiefs, terres et seigneurie de Savigny et son manoir (contrat passé le 22 décembre 1659 à Carentan devant François Thomas et Louis Jouanne, tabellions. Vente à noble dame, Madeleine Le Veneur, veuve de messire Antoine de la Luzerne, sieur de Beuzeuville, du fief noble, terre, seigneurie et manoir de Savigny avec les droits de patronage qui pouvaient lui appartenir.
Entre-temps, c'est à Savigny que se tint, en 1572, le bailliage de Coutances pour l'élection du député des États de Normandie, à la suite d'un épisode de peste qui ravageait la cité de Coutances.
L'abbé Lemasson nous indique, qu'à partir de 1611 et jusqu'en 1665, la foire de Saint-Barthélemy et le marché de Savigny se sont tenus aux Planches-de-Savigny. C'est le seigneur de l'époque, Henri de Gambier (Henri de Savigny), qui « désirant faire prospérer sa foire et son marché, bâtit des halles, dans le pré ou existe une maison qui paraît ancienne » et précise « à la jonction de la rivière qui sépare de Montpinchon [ruisseau du Pont Sohier], et de la rivière qui descend des moulins de Belval et de Savigny [ruisseau du Vesly] »,.

### Révolution française et Empire
Marie-Charlotte Elisabeth Kadot de Sébeville (1756-1794), née Hébert de la Maillardère à Savigny, mère de dix enfants dont le dernier avait deux ans, fit partie de la « fournée de Coutances ». Elle fut en même temps que son cousin de Carantilly, Julien-François de Mons de Carantilly (1760-1794) prêtre et chanoine, guillotinée le 21 juillet 1794 place du Trône pendant la Terreur.

## Politique et administration
| Période                                  | Période       | Identité                     | Étiquette | Qualité     |
| ---------------------------------------- | ------------- | ---------------------------- | --------- | ----------- |
| 1790                                     | …             | Julien Vautier               |           |             |
| …1796                                    | 1797          | Adrien Ollivier              |           |             |
| 1797                                     | 1798          | Charles Legraverend          |           |             |
| 1798                                     | 1800          | Louis Delalande              |           |             |
| 1800                                     | 1808          | Charles Legraverend          |           |             |
| 1808                                     | 1823          | Guillaume Kadot de Sébeville |           |             |
| 1824                                     | 1826          | Artus Kadot de Sébeville     |           |             |
| 1827                                     | 1830          | Léon Jean Demons             |           |             |
| 1830                                     | 1839          | Élie Mahé                    |           |             |
| 1840                                     | 1848          | Charles Le Jolivet           |           |             |
| 1848                                     | 1848          | Aimable Hélye Bénoni         |           |             |
| 1848                                     | 1852          | Léon de Mons                 |           |             |
| 1853                                     | 26 juin 1870  | Charles Le Jolivet           |           |             |
| 26 juin 1870                             | 1871          | Aimable Hélye Bénoni         |           |             |
| 1871                                     | 1876          | Marie Rodolphe de Mons       |           |             |
| 1876                                     | 1881          | Aimable Rabec                |           |             |
| 1881                                     | 1884          | Clovis Beaufils              |           |             |
| 1884                                     | 1918          | Victor Lepeu                 |           |             |
| 1919                                     | 1930          | Émile Levionnois             |           |             |
| 1930                                     | 1934          | Jules Lechevallier           |           |             |
| 1934                                     | 1945          | Eugène Guesnier              |           |             |
| 1945                                     | 1955          | Auguste Girard               |           |             |
| 1955                                     | 1983          | Étienne Noël                 |           |             |
| 1983                                     | juin 1995     | René Grente                  |           |             |
| Juin 1995                                | décembre 1995 | Pierre Cauchard              |           |             |
| Décembre 1995                            | mars 2001     | Daniel Collette              |           |             |
| Mars 2001                                | avril 2014    | Éliane Legoubin              | SE        |             |
| Avril 2014                               | En cours      | Vincent Leclerc,             | SE        | Agriculteur |
| Les données manquantes sont à compléter. |               |                              |           |             |

## Démographie
L'évolution du nombre d'habitants est connue à travers les recensements de la population effectués dans la commune depuis 1793. Pour les communes de moins de 10 000 habitants, une enquête de recensement portant sur toute la population est réalisée tous les cinq ans, les populations de référence des années intermédiaires étant quant à elles estimées par interpolation ou extrapolation. Pour la commune, le premier recensement exhaustif entrant dans le cadre du nouveau dispositif a été réalisé en 2006.
En 2022, la commune comptait 433 habitants, en évolution de −2,91 % par rapport à 2016 (Manche : −0,31 %, France hors Mayotte : +2,11 %).
| 1793 | 1800 | 1806 | 1821 | 1831 | 1836 | 1841 | 1846 | 1851 |
| ---- | ---- | ---- | ---- | ---- | ---- | ---- | ---- | ---- |
| 902  | 848  | 982  | 904  | 971  | 963  | 927  | 928  | 876  |

| 1856 | 1861 | 1866 | 1872 | 1876 | 1881 | 1886 | 1891 | 1896 |
| ---- | ---- | ---- | ---- | ---- | ---- | ---- | ---- | ---- |
| 828  | 790  | 770  | 728  | 716  | 658  | 670  | 622  | 642  |

| 1901 | 1906 | 1911 | 1921 | 1926 | 1931 | 1936 | 1946 | 1954 |
| ---- | ---- | ---- | ---- | ---- | ---- | ---- | ---- | ---- |
| 550  | 571  | 508  | 465  | 485  | 488  | 490  | 477  | 429  |

| 1962 | 1968 | 1975 | 1982 | 1990 | 1999 | 2006 | 2011 | 2016 |
| ---- | ---- | ---- | ---- | ---- | ---- | ---- | ---- | ---- |
| 392  | 410  | 364  | 344  | 323  | 334  | 353  | 432  | 446  |

| 2021 | 2022 | - | - | - | - | - | - | - |
| ---- | ---- | - | - | - | - | - | - | - |
| 439  | 433  | - | - | - | - | - | - | - |

## Culture locale et patrimoine

### Lieux et monuments
- Église Notre-Dame des XIe, XIIIe – XIVe siècles, avec une nef romane avec clocher planté sur le croisillon et avant-porche en façade du XVIIe, inscrite au titre des monuments historiques par arrêté du 7 décembre 1970[37].

L'édifice abrite des peintures murales du XIVe représentant notamment la Cène et le supplice de sainte Barbe, un bas-relief représentant le christ en majesté du XIIe, une statue de sainte Barbe du XVIe, œuvres classées au titre objet aux monuments historiques, ainsi que des chapiteaux romans du début du XIIe avec motifs animaliers (lions…).
- Manoir du Livet du XVIe siècle avec un pigeonnier.
- Château de Savigny du XVIIIe siècle (1729) qui fut la possession des Kadot de Sébeville.
- Manoir de la Landerie-de-Bas de la fin du XVIe siècle, comme le laisse supposer le linteau de la cheminée de la salle principale attestant de l'union, vers 1576, d'Henri de La Lande, avocat à Coutances († av. 1625), avec Charlotte Leconte et l'accord du tuteur de cette dernière, Charles Sebire, sieur de la Lande[23]. Au XVIIIe siècle, la Landerie-de-Bas est entre les mains de Néel Roquetière du Lorey (1776-1826), et par la suite dans celles d'Aimable Hélaine, Clovis Férréol Beaufils, Charles Lemosquet de Belval. Aujourd'hui, il est la possession de M. et Mme Jardin qui ont entrepris une importante campagne de restauration[26].

Le fief de la Landerie est cité en 1556, et en 1740, la carte de Cassini fait mention d'un lieu nommé la Landrie. Le manoir est bâti auprès de l'ancienne route de Coutances à Cerisy-la-Salle et à proximité d'un ancien gué, devenu pont et dont on voit encore la base, à la confluence du ruisseau de Vesly et du Pont Sohier. Son mur d'enceinte, jouxtant cette route, fut démolie, en 1944, lors du repli de chars allemands. Le domaine est composé de trois bâtiment principaux, la maison de maître, une charterie datée de 1641 et restée intacte, ainsi qu'un troisième bâtiment, très remanié, qui a conservé, côté nord, deux ouvertures dont les pierres sont d'origine. Un puits au milieu de la cour complète l'ensemble. S'y ajoutaient, une ancienne boulangerie, bâtie à l'écart, et peut être un moulin sur le ruisseau du Pont Sohier, aujourd'hui disparus.
La façade est de la maison manable, côté étang, est flanquée d'une tour extérieure abritant un escalier en vis qui dessert l'étage et ses trois chambres, et encadre l'accès à deux caves. On accède à ce logis par deux portes mitoyennes encadrées de deux corbeaux décoré de fleurs, laissant envisager deux habitations, ce que semble confirmer deux lieux d'aisances séparés. À cette maison, on accola une extension qui servit d'étable, et où de nos jours se tiennent au-dessus deux chambres.
Il est à noter que le ruisseau de Vesly, canalisé au niveau du manoir, est doté de deux batardeaux destinés à réguler son débit.
- Ancien presbytère.
- Oratoire Notre-Dame du XXe siècle.
- If funéraire du cimetière.
- Croix de cimetière, calvaire Perrier (1718).

Pour mémoire
- Manoir de la Fauvellière. Le manoir fut pillé en 1597 par Yoland de Hérouville, qui y trouva la mort[41].
- Prieuré de Savigny, fondé en 1165 par Geoffroy de Brucourt[24]. Celui-ci recevait la moitié des produits de la foire[42].
- Moulin à foulon.

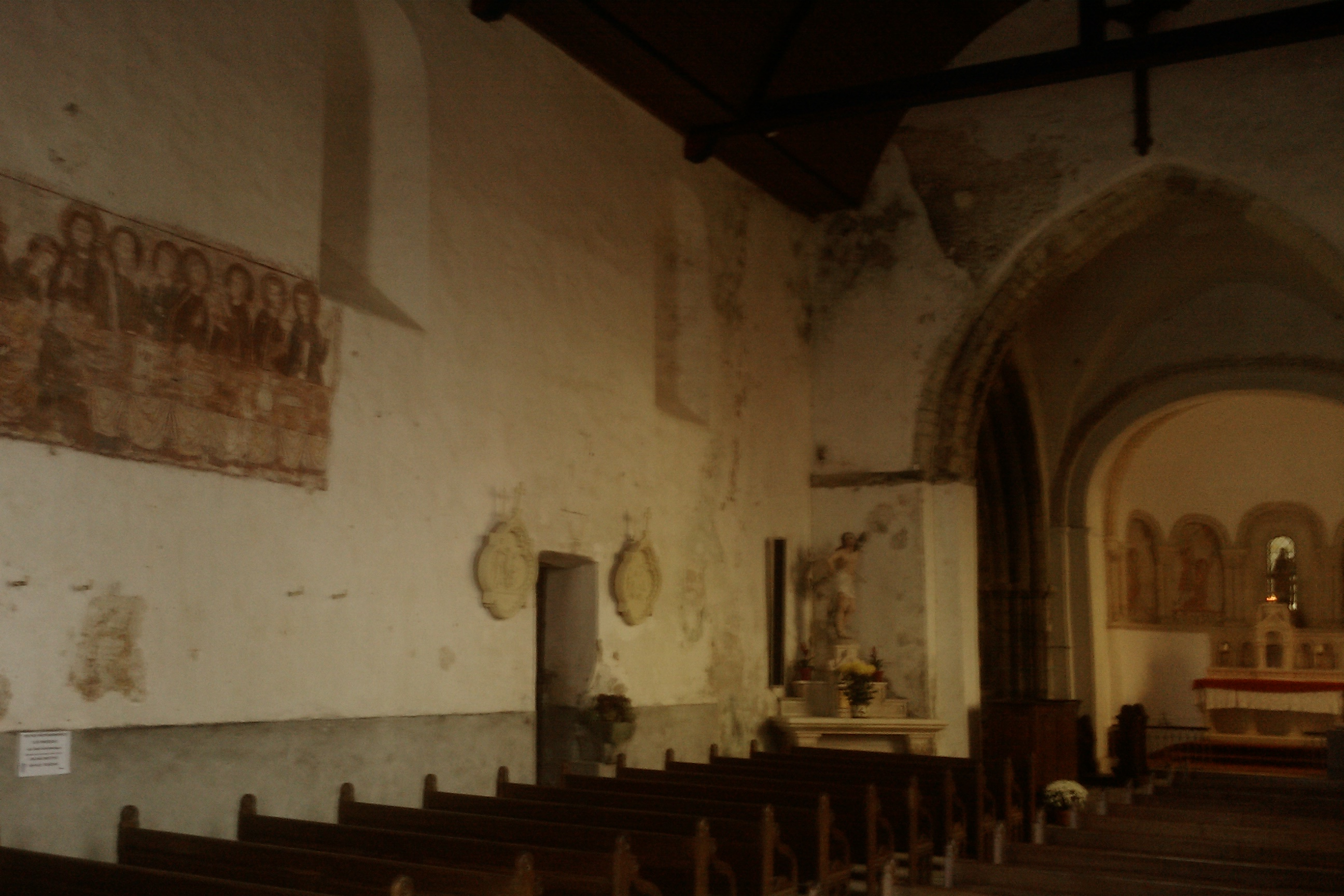
Les peintures murales du XIVe siècle.
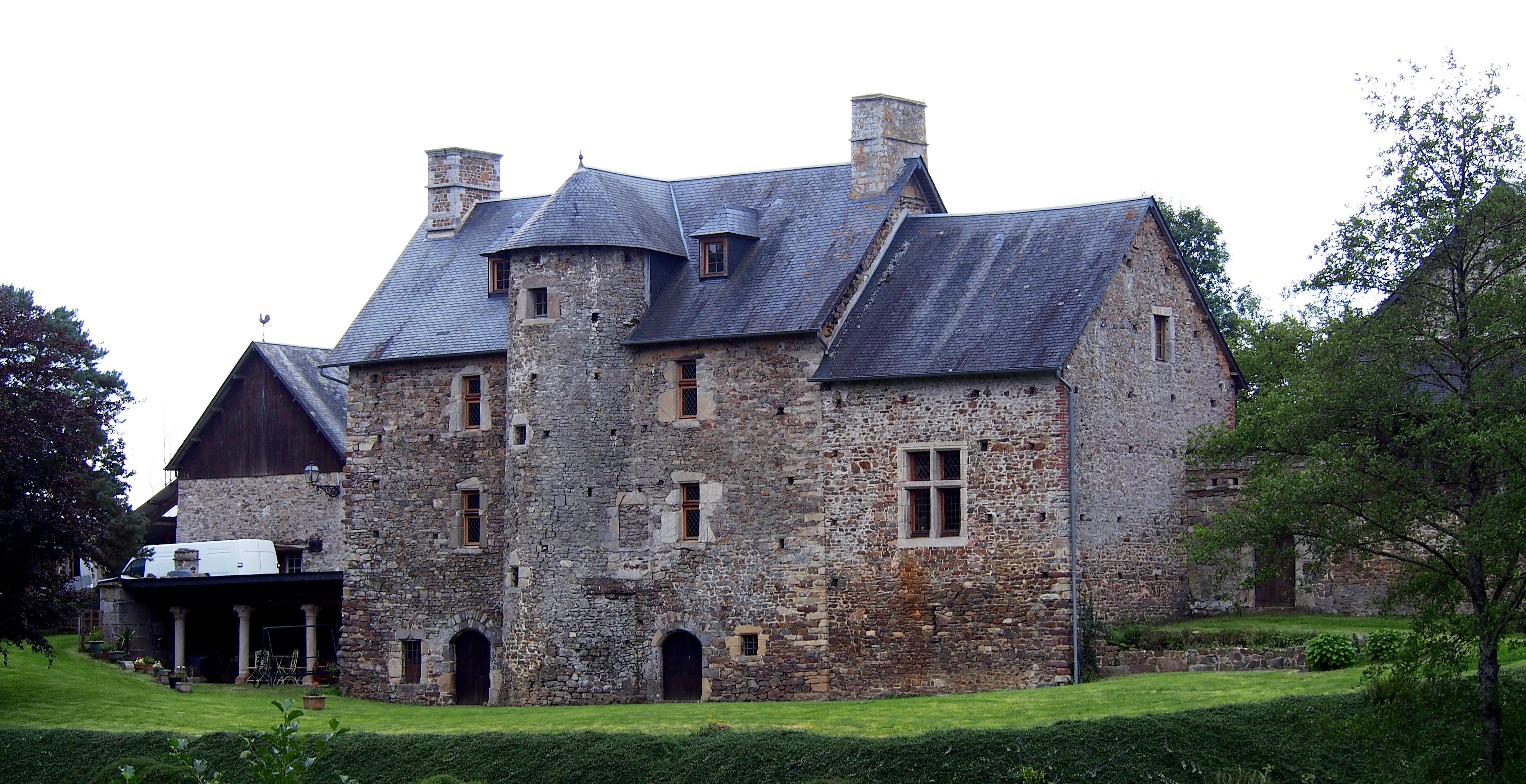
Le manoir de la Landerie de Bas.

### Personnalités liées à la commune
- Jean Michel de Vesly (Savigny, 1535 - 1600), prieur du Liget, puis en 1594, général de l'ordre des Chartreux.

### Héraldique
| Blason de Savigny | Blason  | De sable à la fasce d’argent accompagnée de trois merlettes du même. |
| Blason de Savigny | Détails | Le statut officiel du blason reste à déterminer.                     |